# Spargania rufitaeniata
Spargania rufitaeniata là một loài bướm đêm trong họ Geometridae.